# Zelia limbata
Zelia limbata är en tvåvingeart som först beskrevs av Christian Rudolph Wilhelm Wiedemann 1830.  Zelia limbata ingår i släktet Zelia och familjen parasitflugor. Inga underarter finns listade i Catalogue of Life.